# Ranunculus pseudomontanus
Ranunculus pseudomontanus là một loài thực vật có hoa trong họ Mao lương. Loài này được Schur miêu tả khoa học đầu tiên năm 1877.